# Kapelle (Groß Thondorf)

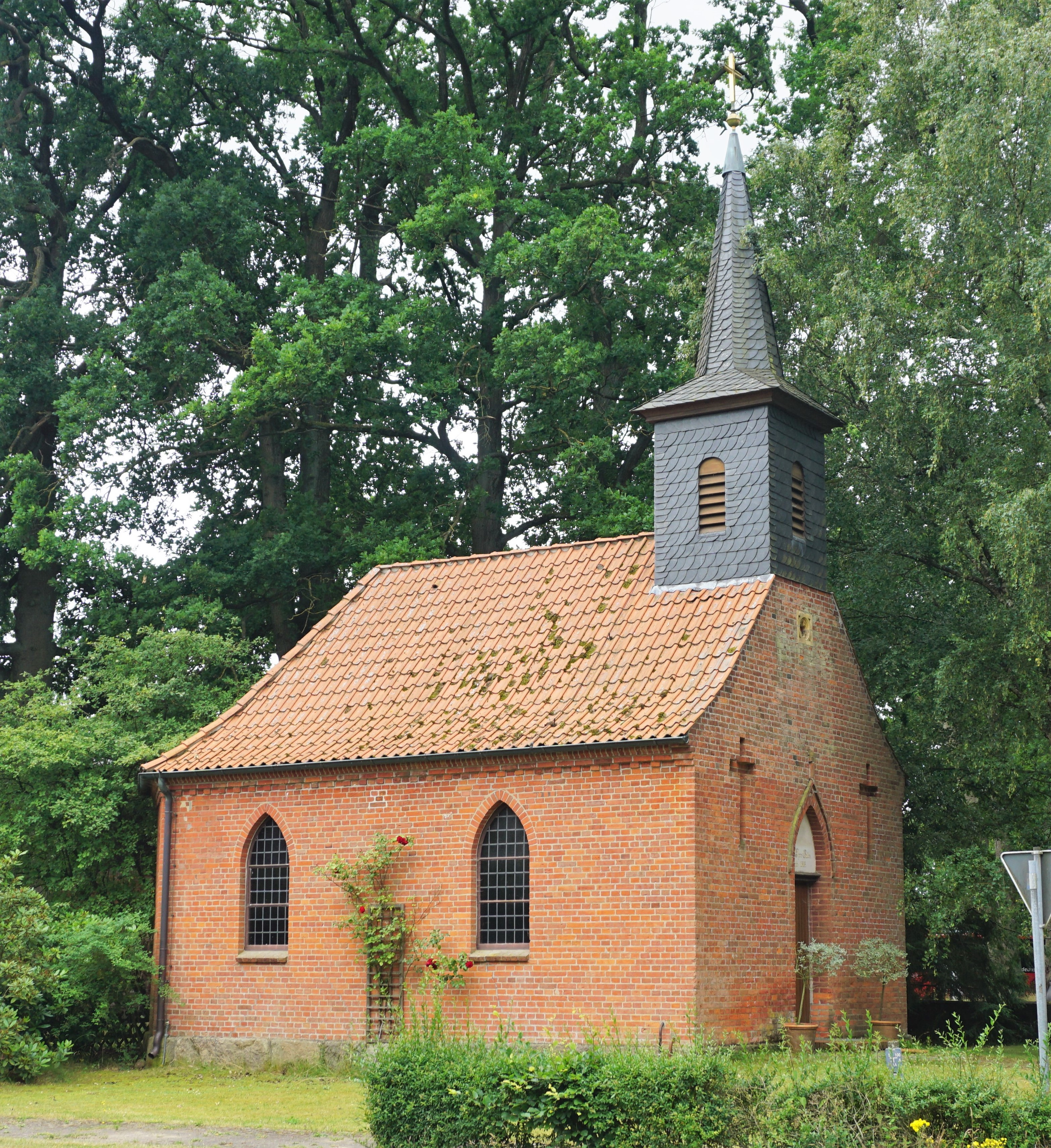
Kapelle in Groß Thondorf

Die evangelisch-lutherische Kapelle in Groß Thondorf im niedersächsischen Landkreis Uelzen ist ein kleiner Bau der frühen Neugotik.

## Lage
Die Kapelle liegt am nordwestlichen Rand des historischen Ortskerns Groß Thondorfs direkt an einer Straßenkreuzung. Südlich und westlich grenzen direkt Bäume an die Kapelle, welche sie deutlich überragen.

## Geschichte
Der erste Kapellenbau in Groß Thondorf wurde vermutlich bereits im 9. Jahrhundert errichtet, erstmals urkundlich erwähnt wird eine Kapelle Groß Thondorf jedoch erst im Jahr 1368.
Der direkte Vorgängerbau der heutigen Kapelle wurde gegen Ende des 18. Jahrhunderts in Fachwerkbauweise errichtet und musste 1865 aufgrund des schlechten Zustandes abgerissen werden. 1865 wurde daraufhin die heutige Kapelle im Stil der frühen Neugotik errichtet, welche zu den ersten neugotischen Bauwerken im Landkreis Uelzen zählt.
Sanierungsarbeiten an der Kapelle fanden 1961 sowie zwischen 1983 und 1984 statt. In den 1980er-Jahren wurden der Glockenturm und der Dachstuhl vollständig erneuert.
Die Kapelle in Groß Thondorf gehört heute neben St. Bartholomäus in Himbergen und der Kapelle in Weste zur Kirchengemeinde Himbergen im Kirchenkreis Uelzen der Evangelisch-lutherischen Landeskirche Hannovers, die seit 2010 pfarramtlich mit der Kirchengemeinde Römstedt verbunden ist.

## Architektur
Die Kapelle ist eine neugotische Saalkirche aus Backstein. Sie besitzt einen dreiseitigen Chorschluss sowie einen Dachreiter über der Westfront. Die Längsseiten der Kapelle enthalten jeweils zwei Spitzbogenfenster, wohingegen der Chorraum nicht mit Fenstern ausgestattet ist. Der Chor und das Kapellenschiff sind mit roten Dachziegeln und der Dachreiter mit Schieferplatten gedeckt.
Der weiß gestrichene Innenraum ist mit einer hölzernen Tonnendecke ausgestattet. Der Chor ist vom Kapellenschiff durch eine Stufe abgesetzt.

## Ausstattung
Mittig im Chorraum steht der Altar aus Backsteinen. Der Altaraufsatz aus dem Jahr 1705 zeigt im zentralen Feld ein Leinwandgemälde der Kreuzigung Jesu und wird durch ein Giebelfeld mit seitlichem Rankenwerk bekrönt. Die Kanzel wurde im Jahr 1705 hergestellt und ist weitestgehend im ursprünglichen Zustand erhalten. Die elektronische Orgel wurde von Ahlborn-Orgeln hergestellt und befindet sich seit Anfang der 2000er-Jahre in der Kapelle.

## Geläut
Die Glocke im Dachreiter wurde zwischen 1330 und 1350 gegossen. Damit gehört sie zu den ältesten Glocken im Landkreis Uelzen. Sie hat einen Durchmesser von 420 Millimeter und den Schlagton cis′′′. Der Glockengießer ist nicht bekannt.